# Instituto Meteorológico Finlandés

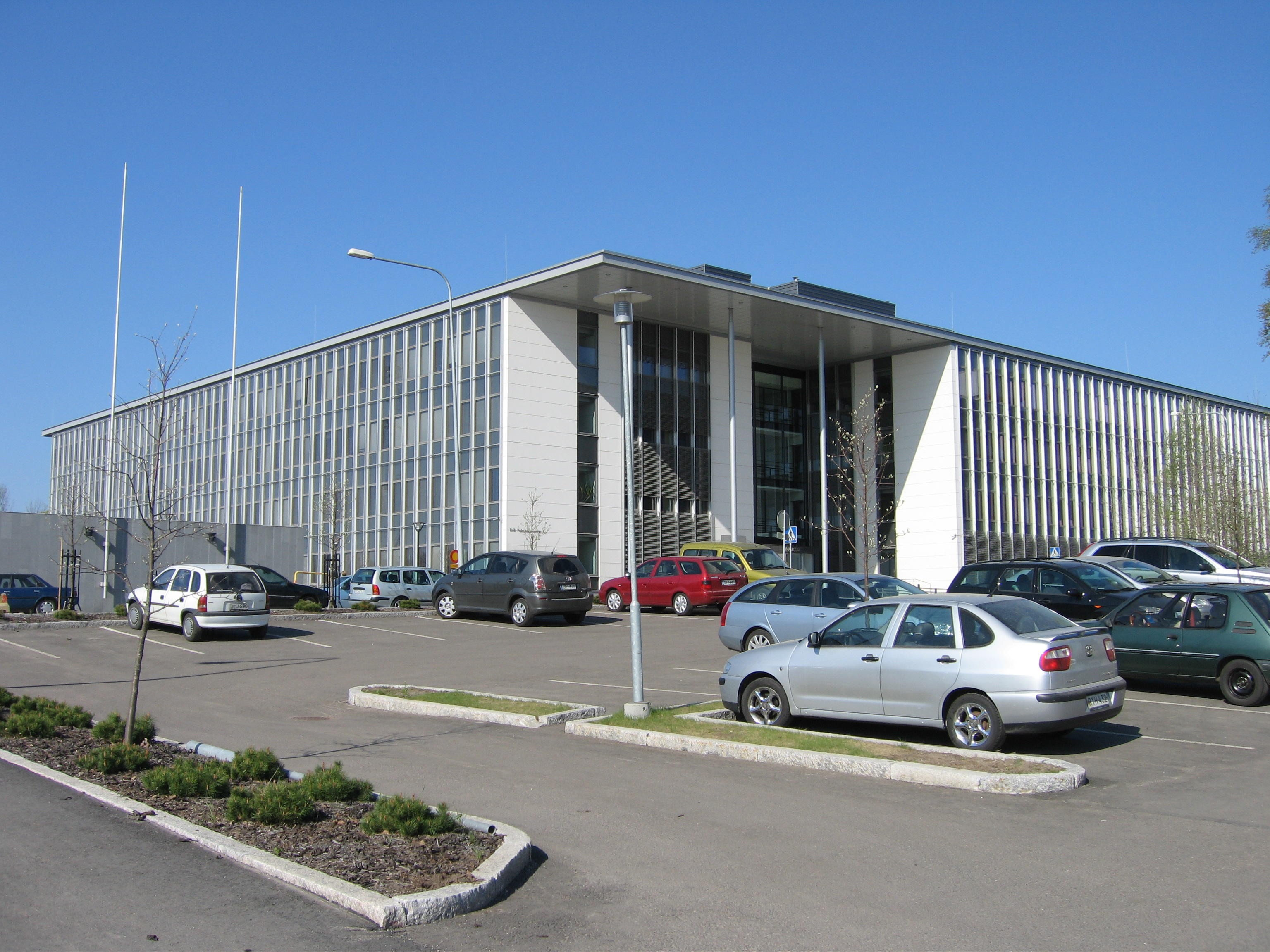
Dynamicum, nuevo edificio del IMF, y del Instituto Finlandés de Estudios Marinos, Helsinki.

El Instituto Meteorológico Finlandés (en finés: Ilmatieteen laitos, en sueco: Meteorologiska institutet, y por su acrónimo FMI) es la Agencia gubernamental finesa, responsable en la recopilación y presentación de informes de datos del tiempo y las previsiones del tiempo. Es parte del Ministerio de Transportes y Comunicaciones (en finés: Liikenne- ja viestintäministeriö, en sueco: Kommunikationsministeriet), y opera de manera autónoma. 
El Instituto es una organización de servicios y de investigaciones imparciales, y su experiencia abarca una amplia gama de actividades en la aerología, como recopilación y presentación de datos y pronósticos meteorológicos. La sede del Instituto se encuentra en el Campus Kumpula, de la Universidad de Helsinki.

## Personal

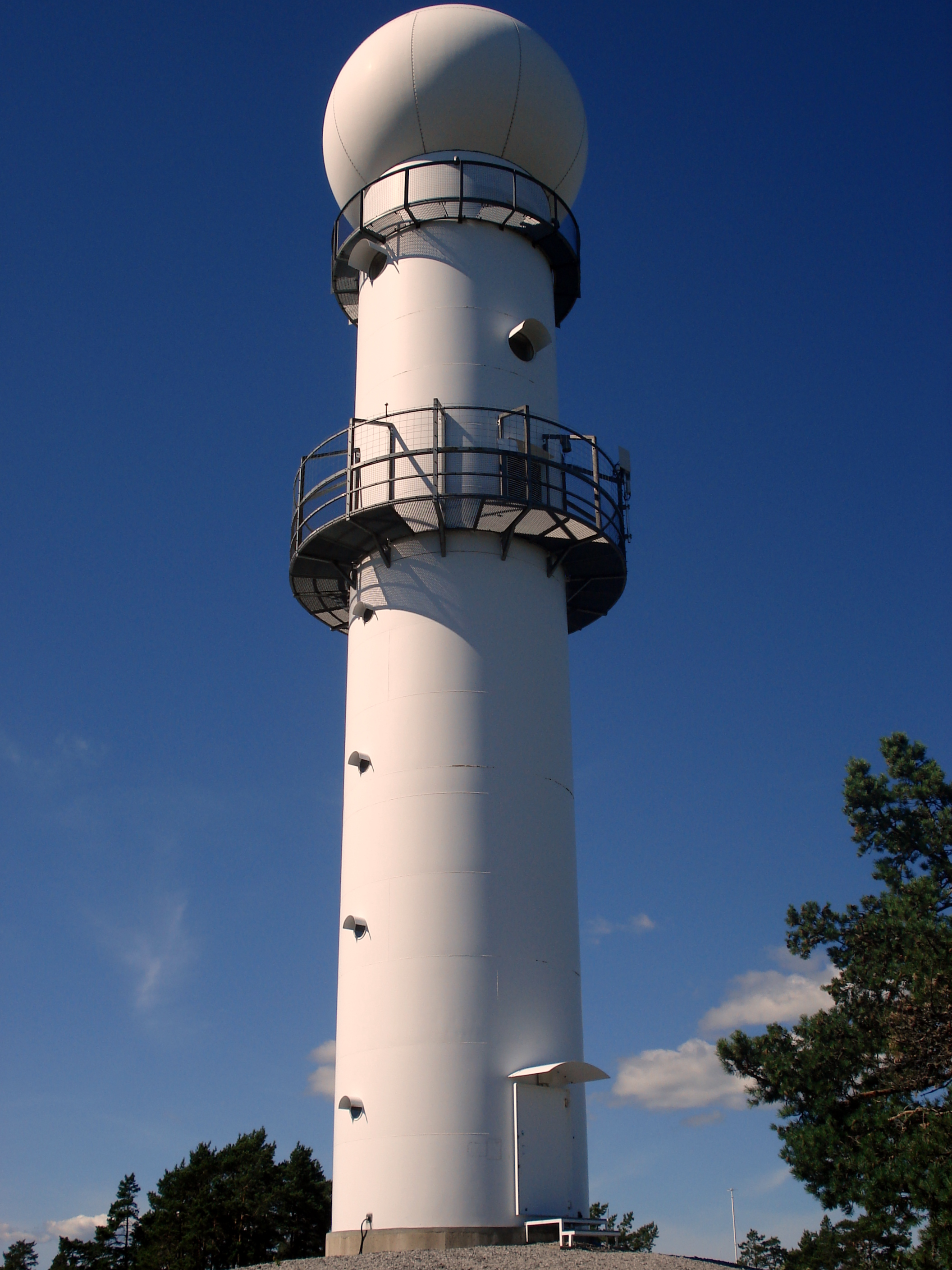
Radar meteo Doppler en banda C, de Korpo, Väståboland, Finlandia. Diseño, planificación, mantenimiento y operación por el Instituto Meteorológico Finlandés.

El número de empleados a tiempo completo del Instituto Meteorológico, es de aproximadamente 540. Los miembros permanentes del personal representan alrededor de 2 / 3 del total del Instituto, y el resto son contratados. El Instituto funciona las 24 h, y alrededor del 30 por ciento del trabajo del personal a tiempo completo en turnos.
El 54 % del personal tiene estudios universitarios, y el 15 por ciento maestrías o doctorados. La edad media de la plantilla es de 43 años.

## Actividades de calidad del aire
El Instituto ha investigado procesos de calidad del aire, de contaminación atmosférica, técnicas preventivas desde principios de los 1970s. Los miembros del personal tienen competencia global, dentro de las áreas de meteorología, física, química, biología e ingeniería. El trabajo integrado se hace en cooperación con muchos otros institutos europeos de investigación y con universidades.
Las actividades sobre calidad del aire, realizado por el Instituto incluyen:
- Investigación, experimentación y desarrollo de métodos de medición de calidad del aire y equipos
- Desarrollo de inventarios de contaminantes del aire por emisores de gases de combustión
- Desarrollo de modelización de la dispersión atmosférica[1][2]
- Producir análisis químicos de calidad del aire
- Estudio y desarrollo de técnicas preventivas sobre polución del aire

La suite de escala local (0 - 30 km) de los modelos de dispersión, disponibles en el Instituto, incluye: 
- Un área urbana, basada en múltiples fuentes de modelos de dispersión
- Modelos de dispersión de polución por vehículos terminología de la dispersión de la contaminación del aire|en línea
- Modelos de dispersión para materiales peligrosos
- Modelos de dispersión para componentes olorosos

También cuentan con modelos de dispersión para escalas mayores, de 30 a 3000 km

## Estudios espaciales
En el Instituto Meteorológico de Finlandia se llevan a cabo investigaciones espaciales, uno de los pocos lugares en Finlandia. El instituto ha sido parte de varias misiones de alto perfil de NASA y de la ESA, como Phoenix, Mars Science Laboratory, Rosetta, BepiColombo, además de dirigir una misión de aterrizaje de su propia MetNet.

## Vela eléctrica
Fue inventada por Pekka Janhunen en 2006 en el Instituto Meteorológico Finlandés.